# Ellwangen

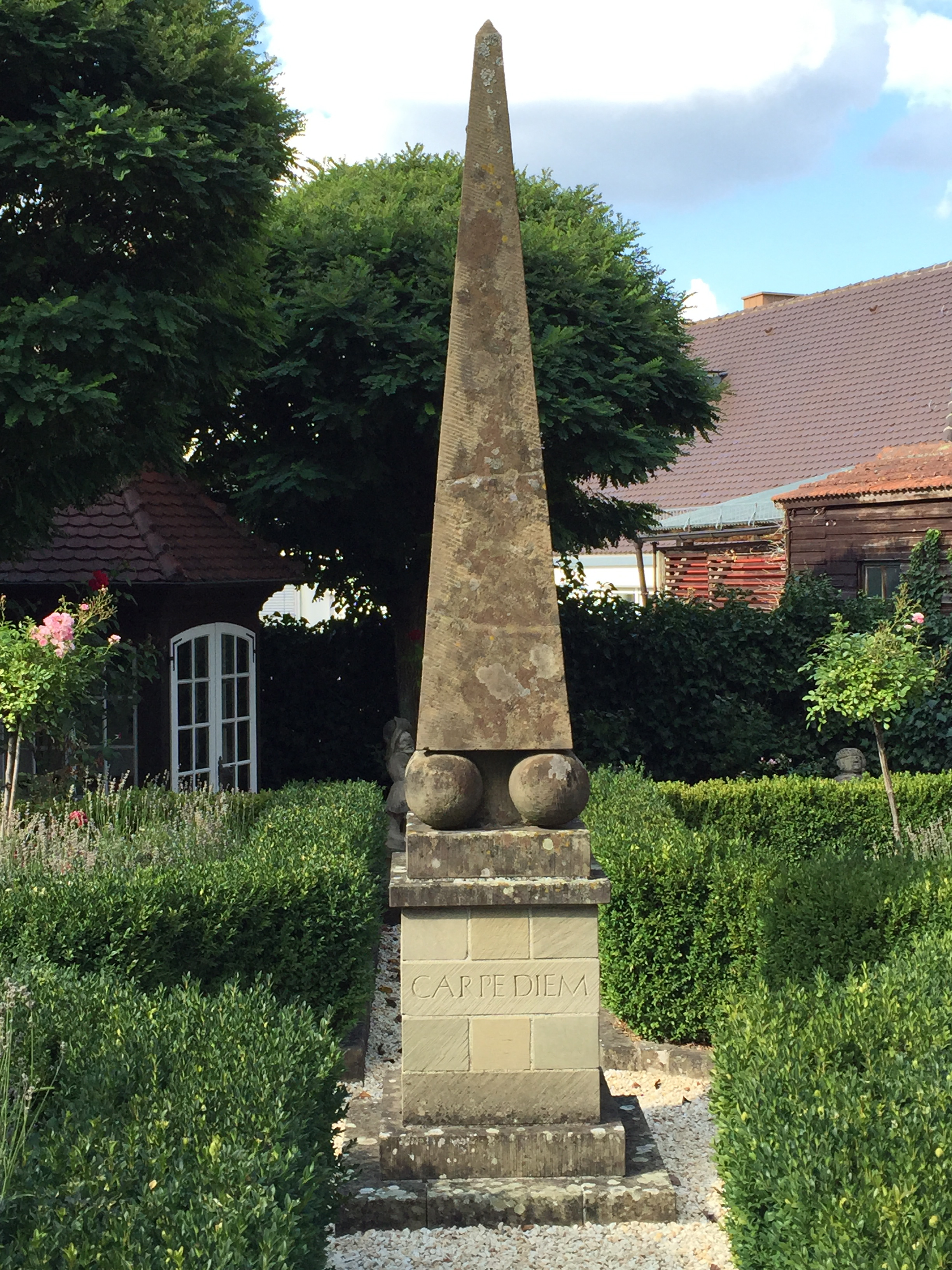
Nápis "Carpe diem" na pomníku v německém Ellwangenu

Ellwangen an der Jagst, oficiálně Ellwangen (Jagst), obvykle jednoduše Ellwangen, je německé velké okresní město ve východním Bádensku-Württembersku, blízko hranic s Bavorskem, přibližně 17 km severně od města Aalen. Ve městě žije přibližně 25 000 obyvatel. Spolu s městy Aalen a Schwäbisch Gmünd patří do zemského okresu Ostalb. Leží na horním toku řeky Jagst. Má rozlohu 12 743 hektarů a zahrnuje jihovýchodním okraj Schwäbisch-Fränkischen Waldberge.

## Historie
Město bylo založeno biskupy Hariolfem a Erlolfem z franckého města Langres kolem roku 750–764 v hraničním lese Virgunna mezi Franky a Šváby. Vznikl zde klášter prvně připomínaný 8. dubna 814 v listině císaře. Od roku 817 bylo sídlem opatství a klášter se začal rychle rozrůstat. Na počátku 9. století mělo více než 100 mnichů. Na základě spiknutí byl pravděpodobně v tomto klášteře na popud Ludvíka Němce v letech 870–873 vězněn moravský arcibiskup svatý Metoděj, propuštěn byl až na základě intervence papeže Jana VIII.
Během druhé světové války zůstala historická část města ušetřena bombardování, a proto počet obyvatel vzrůstal. Tento růst pokračoval i po válce, kdy sem byl odsunut z vlasti, hlavně z jižních Čech, větší počet obyvatel. Po dokončení dálnice v tomto regionu zažívá Ellwangen velký hospodářský rozvoj.

## Kostel svatého Víta
Významnou historickou památkou města je kolegiátní kostel svatého Víta, který byl vysvěcen 3. října 1233. Dnes je to dominanta města. Křížová basilika z 12. století je pokládána za nejvýraznější románskou stavbu regionu Schwaben. Její tři románské věže jsou zdaleka viditelné. V 16. a 17. století byl vnitřek přestavěn do stylu baroka. Jen vestibul západně od hlavní lodi zůstal v původní stavu. Přesto je v celém kostele stále dobře znatelný počátek středověku. U hlavní lodě je gotické procesí s křížem a kaplí Liebfrauen v ní je pohřben v Ellwangen velmi ctěný kněz Filip.

## Exilový Velehrad
Tak jako se v Československu konaly poutě na Velehradě, tak se od začátku 70. let 20. století začali setkávat čeští exulanti v Ellwangenu na podobných setkáních. S církví v původní vlasti je zde spojoval jeden z věrozvěstů – svatý Metoděj – který byl právě zde podle tradice více než dva roky vězněn. Šlo o jedno z mála míst, kde se mohli věřící v exilu potkávat, vyměňovat si zkušenosti a podporovat se. V sedmdesátých a osmdesátých letech sem přicházely stovky krajanů z celé Evropy. Poutě pokračovaly i po roce 1989, v červenci 2017 se konala již 45. pouť, pořádaná Českou duchovní službou v Německu.

## Vzrůstající počet obyvatel
| Rok              | Počet obyvatel |
| ---------------- | -------------- |
| 1803             | 2.451          |
| 1810             | 2.032          |
| 1823             | 2.608          |
| 1843             | 3.802          |
| 1861             | 3.623          |
| 1. prosinec 1871 | 4.145          |
| 1. prosinec 1880 | 4.697          |
| 1. prosinec 1890 | 4.606          |

| Rok              | Počet obyvatel |
| ---------------- | -------------- |
| 1. prosinec 1900 | 4.747          |
| 1. prosinec 1910 | 4.722          |
| 16. červen 1925  | 5.653          |
| 16. červen 1933  | 5.924          |
| 17. květen 1939  | 6.944          |
| 1946             | 9.415          |
| 13. září 1950    | 10.390         |
| 6. červen 1961   | 12.538         |

| Rok               | Počet obyvatel |
| ----------------- | -------------- |
| 27. květen 1970   | 13.155         |
| 31. prosinec 1975 | 21.994         |
| 31. prosinec 1980 | 21.242         |
| 27. květen 1987   | 21.538         |
| 31. prosinec 1990 | 22.594         |
| 31. prosinec 1995 | 24.153         |
| 31. prosinec 2000 | 24.836         |
| 31. prosinec 2005 | 25.260         |